# بیوه سرمست (فیلم ۱۹۲۵)
بیوه سرمست (انگلیسی: The Merry Widow) فیلمی آمریکایی در سبک رمانتیک به کارگردانی اریش فن اشتروهم است که در سال ۱۹۲۵ منتشر شد.

## بازیگران
- مای مورای
- جان گیلبرت
- روی دارسی
- جورج فاست
- تالی مارشال
- کلارک گیبل
- جوآن کراوفورد
- دیل فولر
- آیرین
- جورج نیکولز
- والتر پلانکت
- رالف سدان
- آلبرت کونتی
- جوزفین کرول
- آنی‌یلکا التر
- اِلینور وَندِرویر
- دارسی کوریگان
- لان پاف
- استل کلارک